# Pepa Montes
Josefa Bastos Otero, más conocida como Pepa Montes (Las Cabezas de San Juan, 1954) es una bailaora española.

## Biografía
Con siete años debutó en la sala de teatro de Los Palacios y al poco tiempo ya estuvo en las compañías de Pepe Marchena, Juanito Valderrama o Pepe Pinto, entre otros. Formada de niña en Dos Hermanas por Juanito Díaz, siguió perfeccionado su técnica con Matilde Coral y trabajando en los tabalos de Sevilla y Madrid: Los Gallos, El Embrujo, Los Canasteros y El Corral de la Pacheca fueron los más importantes.
Tras ganar el 'Premio Juana la Macarrona' en el Concurso Nacional de Arte Flamenco de Córdoba en 1975, comenzó su carrera en solitario. Formó compañía propia con el guitarrista Ricardo Miño, con quien se casará, con el espectáculo Flamenco en concierto y ganó la Cátedra de Flamencología de Jerez. Recorrió España y Europa y actuó en Japón. Volvió a concursar en Córdoba en 1985, ganado el 'Premio La Malena'. Desde la IV Bienal de Flamenco de Sevilla se convirtió en invitada permenente. Entre los distintos montajes y espectáculos que ha representado, destacan Veinticinco años caminando juntos, presentado en Sevilla, Cal y Sal (2002) y Una mirada hacia dentro (2012). Jorge Fernández Bustos la considera una bailaora carismática, de baile etéreo y manos que hipnotizan. «Bailaora. Vida y obra de Pepa Montes», es una biografía sobre su vida escrita por Alberto García Reyes en 2006.